# Виктор Вањама
Виктор Мугуби Вањама (енгл. Victor Mugubi Wanyama; Наироби, 25. јун 1991) је кенијски фудбалер, који тренутно игра за канадски Монтреал импакт.

## Трофеји

### Селтик
- Премијер лига Шкотске (2) : 2011/12, 2012/13.
- Куп Шкотске  (1) : 2013.